# リベラトゥール賞
リベラトゥール賞（リベラトゥールしょう; Der LiBeraturpreis）はドイツの文学賞で、アフリカ、アジア、ラテンアメリカ、そしてアラビア世界の女性作家のみに授与される。

## 沿革
1987年から2012年まで、この賞はフランクフルト・アム・マインにあるキリスト教公会議リベラトゥール賞協会によって授与されていた。この協会を創設し、長期間尽力してきたのは、インゲボルグ・ケストナーであった。2013年からは、フランクフルト・ブックフェアの管理の元、リトプロム協会が引き継いだ。この賞が創設された一つの理由は、開発政策の議論の中で、南方の国々の物質的貧困は話題になっても、文化的豊かさは議論されないことだった。もう一方で、そうした国々の女性作家作品の翻訳が少ないのも、言及された。
2012年までの賞金は500ユーロで、フランクフルト・ブックフェアへ招待されていた。2013年からの賞金は3,000ユーロとなり、フランクフルト・ブックフェアへ招待される。ゲーテ・インスティトゥートのオンライン記事（現在はインターネット上で閲覧できない）は、リベラトゥール賞の意義について、第三世界と呼ばれる地域の文化業績へ目を向けることにあるとしている。2014年からは、受賞者の投票は公開されオンラインで行われている。
2001年から2007年まで、リベラトゥール賞本部はスポンサー賞を授与していたが、これはまだ作品がドイツ語に翻訳されていない女性作家をドイツ語空間へ「発掘」するものだった。このスポンサー賞は、出版者の注目を集めるためにライプツィヒ・ブックフェアへの招待も連動していた。
2017年から、ドイチェ・ヴェレの編集長イネス・ポールが、リベラトゥール賞の後援者になった。
2023年の受賞者は、パレスチナの作家アダニーヤ・シブリーであった。授賞式は2023年10月20日に予定された。しかしその直前に、リトプロムは「ハマスが開始した戦争により、イスラエルとパレスチナの何百万もの人々が苦しんでいる」として、授賞式を延期すると発表した。リトプロムは当初の説明で、中止は受賞者との「共同決定」だと主張した。しかしシブリーは、中止について全く聞かされていなかったと主張し、この悲しむべき痛ましい時期に文学の果たす役割を考えるために、授賞式は重要だとした。350人以上の作家（ここにはコルム・トビーン、ヒシャーム・マタール、カミラ・シャムシー、ウィリアム・ダルリンプルが含まれる）がフランクフルト・ブックフェアを批判し、次の公開書簡を書いた。「この残忍で過酷な時期に、パレスチナ作家が彼らの思想、感情、文学への考察を共有する場を提供する責任があり、沈黙させる理由はない」。2024年1月、こうした状況を踏まえてリトプロムは、シブリーに送った詫び状を公開した。

## 選考方法
2016年から2020年まで、この賞は一般公募された。誰でも世界の文学作品からタイトルを推薦でき、それにより受賞者は決定された。
2021年から、前年に4回でるリトプロム新刊ベストリストのいずれかに掲載された女性作家は自動的にノミネートされている。そこには前年の女性作家の作品が6点から8点あげられる。新たな審査員団が召集され、任期は2年である。

## 審査員
2021年に新しく召集された審査員は次の通り:
- Florian Balke, フランクフルター・アルゲマイネ・ツァイトゥング編集長
- Anita Djafari, リトプロム元役員、リトプロム新刊ベストリスト審査員
- Oliver Fründt, フランクフルト・アム・マインのグーテンベルク出版協同組合（ドイツ語版）の書籍商
- Monika Lustig, エディション・コンヴェルソ発行人、リトプロム会員
- Corinna Santa Cruz, グーテンベルク出版協同組合の翻訳編集者

## リベラトゥール賞受賞者
- 1988年: マリーズ・コンデ (グアドループ) für Segu. Die Mauern aus Lehm
- 1989年: アシア・ジェバール (アルジェリア) für Die Schattenkönigin
- 1990年: Kamala Markandaya (インド) für Nektar in einem Sieb
- 1991年: Bapsi Sidhwa (パキスタン) für Ice Candy Man
- 1992年: Rosario Ferré (プエルトリコ) für Kristallzucker
- 1993年: Pham Thi Hoai (ベトナム) für Die Kristallbotin
- 1994年: Patricia Grace (ニュージーランド) für Potiki
- 1995年: Vénus Khoury-Ghata (レバノン) für Die Geliebte des Notablen
- 1996年: Carmen Boullosa (メキシコ) für Die Wundertäterin
- 1997年: Zoé Valdés (キューバ) für Das tägliche Nichts
- 1998年: Mayra Montero (キューバ) für Der Berg der verschwundenen Kinder
- 1999年: Astrid Roemer (スリナム) für Könnte Liebe sein
- 2000年: エドウィージ・ダンティカ (ハイチ/USA) für Die süße Saat der Tränen
- 2001年: Paula Jacques (エジプト) für Die Frauen mit ihrer Liebe
- 2002年: Yvonne Vera (ジンバブエ) für Schmetterling in Flammen
- 2003年: 呉貞姫 (韓国) 『鳥』
- 2004年: Leïla Marouane (アルジェリア) für Entführer
- 2005年: Fatou Diome (セネガル) für Der Bauch des Ozeans
- 2006年: Andrea Blanqué (ウルグアイ) für Die Passantin
- 2007年: Michelle de Kretser (オーストラリア/スリランカ) für Der Fall Hamilton
- 2008年: Aminatta Forna (シェラレオネ/イギリス) für Abies Steine
- 2009年: Elizabeth Subercaseaux (チリ) für Eine Woche im Oktober
- 2010年: Claudia Piñeiro (アルゼンチン) für Elena weiß Bescheid[8]
- 2011年: Nathalie Abi-Ezzi (レバノン) für Rubas Geheimnis[9]
- 2012年: Sabina Berman (メキシコ) für Die Frau, die ins Innerste der Welt tauchte
- 2013年: Patrícia Melo (ブラジル) für Leichendieb
- 2014年: Raja Alem (サウジアラビア) für Das Halsband der Tauben
- 2015年: Madeleine Thien (カナダ、中国系マレー人) für Flüchtige Seelen
- 2016年: Laksmi Pamuntjak (インドネシア) für Alle Farben Rot
- 2017年: Faribā Vafī (イラン) für Tarlan; Laudator: SAID
- 2018年: グエン・ゴック・トゥ (ベトナム) 『果てしなき大地』
- 2019年: Mercedes Rosende (ウルグアイ) für Krokodilstränen[10]
- 2020年: Lina Atfah (シリア/ドイツ) für Das Buch von der fehlenden Ankunft (Gedichte)[11]
- 2021年: Pilar Quintana (コロンビア) für ihren Roman Hündin[12]
- 2022年: 若竹千佐子 (日本) 『おらおらでひとりいぐも』[13][14]
- 2023年: アダニーヤ・シブリー (パレスチナ/ドイツ) 『とるに足りない細部』[15]
- 2024年: 授与は中止[16]。

## スポンサー賞受賞者
スポンサー賞受賞者は次の通り:
- 2001年: Mirta Yáñez (キューバ), Havanna ist eine ziemlich große Stadt. Atlantik Verlag 2001
- 2002年: Yanick Lahens (ハイチ), Tanz der Ahnen. Rotpunkt Verlag 2003
- 2003年: Spôjmaï Zariâb (アフガニスタン), Mein Hahn. Suhrkamp Verlag 2005
- 2004年: 李恵敬 (韓国) Das Haus am Weg. Pendragon Verlag 2005
- 2005年: Tanella Boni (コートジボワール) Matins de couvre-feu, deutscher Verlag noch offen
- 2007年: Maïssa Bey (アルジェリア) Surtout ne te retourne pas, Verlag Donata Kinzelbach

2007年以降はこの賞は授与されなくなった。